# Pentagon Papers

Mappa sull'attività dei dissidenti in Indocina diffusa dalla CIA

I Pentagon Papers ("Carte del Pentagono") sono dei documenti top-secret di 7 000 pagine del Dipartimento della Difesa degli Stati Uniti d'America che presentano uno studio approfondito sulle strategie e i rapporti del governo federale con il Vietnam nel periodo che va dal 1945 al 1967 (Vietnam del Sud dal 1955). La documentazione venne raccolta nel 1967 dall'allora Segretario alla Difesa, Robert McNamara, per farne omaggio all'amico Robert Kennedy (al tempo candidato alla Casa Bianca prima che venisse assassinato il 6 giugno 1968) in modo da evitare di ripetere gli errori dei precedenti Presidenti, fratello compreso. I Pentagon Papers furono poi copiati da Daniel Ellsberg, economista di vaglia, collaboratore di McNamara nonché reduce dal Vietnam e pubblicati per la prima volta sul New York Times, in prima pagina, il 13 giugno 1971 e dal 18 giugno sul Washington Post.

## Storia
Nel giugno 1967 il segretario alla difesa Robert McNamara commissionò uno studio sulla storia della guerra del Vietnam, a cui collaborarono tra gli altri l'assistente del segretario alla difesa John T. McNaughton, Morton H. Halperin, Leslie H. Gelb e per alcuni mesi Daniel Ellsberg, economista che lavorava alla RAND Corporation, una società specializzata in analisi delle politiche pubbliche. Durante quel periodo, alla Presidenza sedettero quattro persone diverse: Harry Truman (1945-53) , Dwight Eisenhower (1953-61), John Kennedy (1961-63) e Lyndon Johnson (1963-69). 
Lo studio, dal nome US-Vietnam Relations, 1945-1967: History of US Decision Making Process on Vietnam Policy, rimase segreto, tanto che neanche l'allora presidente Johnson ne fu a conoscenza prima della pubblicazione. Dall'ottobre del 1969 Ellsberg e il ricercatore Anthony Russo cominciarono a copiare i documenti con l'intenzione di diffonderli per rivelare le menzogne e gli omicidi di massa commessi nella guerra del Vietnam durante i 23 anni presi in esame dallo studio. Nel febbraio 1971 Ellsberg consegnò le carte, per un totale di 134 documenti, a Neil Sheehan del New York Times, che cominciò la pubblicazione il 13 giugno dello stesso anno.
Un sondaggio d'opinione fatto nel marzo 1971 indicava che la fiducia dell'opinione pubblica nei confronti dell'operato del presidente in carica Richard Nixon era diminuita del 50%, perché il pubblico americano pensava che la guerra del Vietnam fosse «moralmente ingiustificabile». Nixon, quando seppe della pubblicazione dei Pentagon Papers, andò su tutte le furie, perché pensava che la loro pubblicazione, anche se si riferiva ai Presidenti del passato, avrebbe ulteriormente danneggiato la sua popolarità nella corsa alla rielezione. 
Nixon mandò un'ingiunzione per bloccare la pubblicazione dei documenti, ma il 18 giugno 1971 fu il Washington Post, dopo aver ottenuto un'altra copia dei medesimi documenti direttamente da Daniel Ellsberg, a iniziare la pubblicazione.
Il New York Times e il Post portarono il caso alla Corte suprema che il 30 giugno annullò l'ingiunzione per violazione del primo emendamento, dichiarandosi a favore (6 a 3) della libertà di stampa.
(Dall'opinione concorrente del giudice Hugo Black nella sentenza New York Times Co. v. United States)
Nixon, non contento, ordinò un'indagine su Ellsberg e nominò Egil Krogh e David Young, soprannominati scherzosamente gli "idraulici" (plumbers), per "bloccare" la fuga di notizie. Il consigliere particolare di Nixon, Charles W. Colson, estese il gruppo di "idraulici" a persone di agenzie investigative con E. Howard Hunt, già agente della CIA, e Gordon Liddy, un ex agente dell'FBI. Naturalmente nei controlli era compresa anche la sede del Comitato Nazionale Democratico, che si trovava nell'edificio del Watergate, una catena di alberghi diffusa in tutti gli Stati Uniti. Questi controlli illegali porteranno nel 1972 allo scandalo Watergate e all'impeachment di Nixon, fino alle sue dimissioni nel 1974.
Nel giugno 2011 i documenti che costituiscono i Pentagon Papers sono stati declassificati e resi pubblici.

## Contenuto dei documenti
I Pentagon Papers rivelarono che il governo degli Stati Uniti d'America aveva esteso il proprio ruolo nel conflitto con bombardamenti e raid aerei nel Laos, in Cambogia e in Vietnam del Nord e aveva intrapreso delle azioni di guerra, prima che i cittadini americani ne fossero informati.
I documenti rivelarono inoltre i reali obiettivi della guerra del Vietnam, definiti dallo stesso McNaughton come segue:
- 70%: evitare una sconfitta umiliante;
- 20%: mantenere il Vietnam del Sud e il territorio adiacente liberi dal dominio cinese;
- 10%: assicurare ai sud-vietnamiti un modo di vivere migliore e più libero;
- Uscire dalla crisi senza alcuna inaccettabile macchia per i metodi utilizzati.

## Filmografia
- The Pentagon Papers
- The Most Dangerous Man in America: Daniel Ellsberg and the Pentagon Papers
- The Post